# Esbønderup
Esbønderup er en mindre by i Nordsjælland med 1.284 indbyggere  (2024) i Gribskov Kommune under Region Hovedstaden. Siden 1. januar 2010 har Esbønderup Kohave hørt til Esbønderup by.
Byen består af en mindre kerne af ældre huse fra 1800-tallet omgivet af parcelhuse fra 1960'erne. Esbønderup har Danmarks ældste sygehus fra 1755 og plejehjem, supermarked, børnehave, kirke, skole, bostedsinstitution og større arbejdsinstitution for udviklingshæmmede.

## Historie
I Esbønderup boede i 1496 en væbner Peter Litle.
I 1682 bestod Esbønderup af syv gårde, et hus med jord og fire huse uden jord. Det samlede dyrkede areal udgjorde 141,7 tønder land skyldsat til 45,77 tdr. hartkorn. Dyrkningsformen var trevangsbrug.
Omkring år 1900 havde Esbønderup kirke, præstegård, skole, sygehus med 41 senge, apotek (oprettet 1868), lægebolig. I 1903 opførtes et missionshus, og byen fik andelsmejeri.
Byen var tidligere hovedby i Esbønderup-Nødebo Kommune og var fra 1970 en del af Græsted-Gilleleje Kommune.

## Esbønderup i kulturen
- Esbønderup optræder i digtet Kirsten og vejen fra Gurre af Frank Jæger:

"Esbønderup. Det hvide hospital.
En fjern og ukendt hanes søndagsgal.
Dit blik fik gule marker med sig hjem.
Nu ejer du en længsel efter dem."
- Afslutningsscenen i den danske film Soldaterkammerater på efterårsmanøvre fra  1961 er optaget i og ved Esbønderup Gadekær.

- Sankt Laurentius er Esbønderups skytshelgen. Et kalkmaleri af Laurentius findes i Esbønderup Kirke. Hans attribut er en rist, som viser hans martyrium. Risten ses derfor i Esbønderup–Nødebos byvåben. [7]

## Bebyggelser
- Esbønderup Gyde er en bebyggelse i den sydlige del af Esbønderup og er kendetegnet ved ældre bygninger fra 1850'erne. Derudover er der i 1980'erne og 1990'erne opført en række villaer og parcelhuse.
- Esbønderup Huseby er en bebyggelse i det vestlige Esbønderup. Bebyggelsen skrækker sig fra Gillelejevej i øst til Gribskovs skovbryn i vest. Bebyggelsen består af ældre, men velholdte, ejendomme.
- Esbønderup Kohave ligger syd for Esbønderup i umiddelbar nærhed af Esbønderup Skovhuse.
- Esbønderup Skovhuse er en mindre bebyggelse syd for Esbønderup. Området var tidligere kendt for sine sære eksistenser som krybskytter og kulsviere. I dag er bebyggelsen kendetegnet ved større villaer og velholdte gårde og husmandssteder.